# Angus Strathie
Angus Strathie ist ein australischer Kostümbildner, der unter anderem einen Oscar für das beste Kostümdesign, zweimal den AACTA Award, den British Academy Film Award für die besten Kostüme und einen Golden Satellite Award gewann.

## Leben
Strathie begann seine Karriere als Kostümbildner in der Filmwirtschaft 1992 bei dem Tanzfilm Strictly Ballroom – Die gegen alle Regeln tanzen von Baz Luhrmann mit Paul Mercurio, Tara Morice und Bill Hunter. Für dieses Debütwerk gewann er 1993 den British Academy Film Award für die besten Kostüme (BAFTA Film Award) sowie seinen ersten auch AFI Award genannten AACTA Award des Australian Film Institute für bestes Kostümdesign.

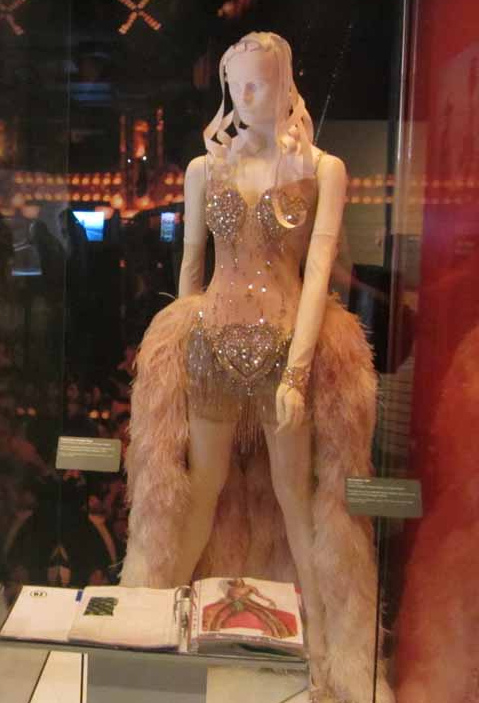
Kostüm von Nicole Kidman im Film Moulin Rouge (2001)

Bei der Oscarverleihung 2002 gewann er mit Catherine Martin den Oscar für das beste Kostümdesign für den Musicalfilm Moulin Rouge (2001), der ebenfalls von Baz Luhrmann mit Nicole Kidman, Ewan McGregor und John Leguizamo inszeniert wurde. Außerdem gewannen er und Catherine Martin den AACTA Award für bestes Kostümdesign und den Golden Satellite Award für das beste Kostüm. Zugleich waren beide für den BAFTA Film Award, den Saturn Award für das beste Kostüm sowie den Preis der Phoenix Film Critics Society (PFCS Award) für das beste Kostümdesign nominiert.
2003 erhielt er eine Nominierung für den AACTA Award für bestes Kostümdesign in der unter dem Titel Gegen den Strom (2003) verfilmte Lebensgeschichte des australischen Schwimmidols Tony Fingleton, die Russell Mulcahy mit Geoffrey Rush, Judy Davis und Jesse Spencer inszenierte. Daneben erhielten er und Catherine Martin 2003 eine Nominierung für einen Tony Award für die besten Kostüme in der Aufführung von Giacomo Puccinis La Bohème am Broadway.
2008 erhielt er zusammen mit Sandra J. Blackie einen Leo Award für das beste Kostümdesign in einer Fernsehserie und den Award of Excellence bei der Accolade Competition für das Kostümdesign in der von RHI Entertainment produzierten Miniserie Tin Man – Kampf um den Smaragd des Lichts (2007) mit Zooey Deschanel, Neal McDonough sowie Alan Cumming. Darüber hinaus waren beide 2008 für einen Emmy für herausragende Kostüme in der ersten Folge mit dem Titel Night 1 nominiert. 
2010 war er für den Leo Award für bestes Kostümdesign nominiert, und zwar für die Miniserie Alice (2009) mit Caterina Scorsone, Andrew Lee Potts und Matt Frewer. Zurzeit arbeitet er an der Ausstattung von Fernsehfilmen wie Ragz und Big Time Movie, die 2012 ausgestrahlt werden sollen.

## Filmografie (Auswahl)
- 1992: Strictly Ballroom – Die gegen alle Regeln tanzen (Strictly Ballroom)
- 2001: Moulin Rouge (Moulin Rouge)
- 2004: Catwoman
- 2007: Tin Man – Kampf um den Smaragd des Lichts (Tin Man, Fernsehserie)
- 2007: Aliens vs. Predator 2 (Aliens vs. Predator: Requiem)
- 2011: Ein Cosmo & Wanda Movie: Werd’ erwachsen Timmy Turner! (A Fairly Odd Movie: Grow Up, Timmy Turner!)

## Auszeichnungen
- 1993: BAFTA Award für das beste Kostümdesign
- 1993: AACTA Award für bestes Kostümdesign
- 2002: Oscar für das beste Kostümdesign
- 2002: AACTA Award für bestes Kostümdesign
- 2002: Golden Satellite Award für das beste Kostüm
- 2008: Leo Award für das beste Kostümdesign
- 2008: Accolade Award of Excellence für Kostümdesign